# Стрибки у воду на літніх Олімпійських іграх 1920
Змагання зі стрибків у воду на літніх Олімпійських іграх 1920 в Антверпені тривали з 22 до 29 серпня на Stade Nautique d'Antwerp. Розіграно 5 комплектів нагород (3 серед чоловіків і 2 серед жінок. Змагалися 53 спортсмени з 14 країн.

## Медальний залік

### Чоловіки
| Дисципліна                    | Золото                 | Срібло                 | Бронза            |
| ----------------------------- | ---------------------- | ---------------------- | ----------------- |
| Трамплін, 3 м                 | Луїс Куен (USA)        | Кларенс Пінкстон (USA) | Луїс Белбах (USA) |
| Вишка, 10 м                   | Кларенс Пінкстон (USA) | Ерік Адлерц (SWE)      | Гаррі Пріст (USA) |
| Прості стрибки у воду з вишки | Арвід Валльман (SWE)   | Нільс Скоґлунд (SWE)   | Юган Янссон (SWE) |

### Жінки
| Дисципліна    | Золото                | Срібло                  | Бронза             |
| ------------- | --------------------- | ----------------------- | ------------------ |
| Трамплін, 3 м | Ейлін Ріґґін (USA)    | Гелен Вейнрайт (USA)    | Телма Пейн (USA)   |
| Вишка, 10 м   | Стефані Клаусен (DEN) | Беатріс Армстронґ (GBR) | Ева Оллівієр (SWE) |

## Країни-учасниці
Змагалися 35 стрибунів і 18 стрибунок у воду з 14 країн:
- Австралія  (1)
- Бельгія  (3)
- Бразилія  (1)
- Канада  (1)
- Данія  (5)
- Фінляндія  (3)
- Франція  (1)
- Велика Британія  (5)
- Італія  (1)
- Японія  (1)
- Норвегія  (4)
- Швеція  (12)
- Швейцарія  (1)
- США  (14)

## Таблиця медалей
| Місце              | Країна             | Золото | Срібло | Бронза | Загалом |
| ------------------ | ------------------ | ------ | ------ | ------ | ------- |
| 1                  | США                | 3      | 2      | 3      | 8       |
| 2                  | Швеція             | 1      | 2      | 2      | 5       |
| 3                  | Данія              | 1      | 0      | 0      | 1       |
| 4                  | Велика Британія    | 0      | 1      | 0      | 1       |
| Загалом (4 збірні) | Загалом (4 збірні) | 5      | 5      | 5      | 15      |